# M/T Lastovo
M/T Lastovo je trajekt za lokalne linije u sastavu flote hrvatskog brodara Jadrolinije, 
 klasificiran kao ro-ro putnički brod. IMO broj mu je 7010717. Pozivni znak je 9A2179. MMSI broj je 238113840. Plovi hrvatskom zastavom. Brutotonaže je 1115 tona. Ljetna nosivost je 340 tona. Kapaciteta je 500 putnika i 60 vozila.

## Povijest
Izgrađen je 1969. u Japanu za japanskog naručitelja. 1978. brod je kupila Jadrolinija i preimenovala u Partizanka. Iste godine ime je ponovno promijenjeno u Lastovo I. Najčešće je plovio na linijama splitskog okružja. Trenutno plovi na liniji Zadar-Ist-Olib-Silba-Premuda-Mali Lošinj.
Dana 15. kolovoza 1993. oko 19 sati, kada se Lastovo nalazio 2 nautičke milje od luke Uble, u strojarnici broda je izbio požar. Ubrzo je uspješno pristao, te su putnici i posada bili evakuirani. Vatra je ugašena tek 16. kolovoza u 03:30. Brod je teško oštećen otegljen u splitsku sjevernu luku Vranjic. Zbog velikih oštećenja postojala je mogućnost da se brod pošalje u rezalište, no uskoro se od toga odustalo. 4. kolovoza 1994. tvrtka Brodoremont Jadran je završila obnovu trajekta, pri čemu su mu ugrađeni novi strojevi.
Godine 1998. brod je ponovno promijenio ime iz Lastovo I u Lastovo.
Premda je za današnje brodarske pojmove stari brod, otočani nikako ne žele da se taj brod umirovi, jer ga smatraju najsigurnijim brodom na Jadranu, osobito oni koji plove na liniji Split - Vela Luka - Lastovo. S novim motorima brodu je produžen vijek te će ploviti barem do 2025. godine. Svoja izvrsna plovna svojstva pokazuje za lošega vremena kad su ostali trajeki na vezu.
Dana 11. kolovoza 2024. oko 15:30 sati, ulazna rampa trajekta, teška 10 tona, pala je na četvero članova posade dok je bio usidren u Malome Lošinju. Trojica pomoraca je na mjestu poginulo, dok je četvrti ostao teško ozlijeđen. Pomorci su se nalazili ispod rampe, navodno kako bi je pokušali popraviti jer je zapinjala.

## Galerija
- Lastovo u Splitu, Gat Sv. Petra, 3. listopada 2011.
- Lastovo, vezan uz lukobran u splitskoj luci, 18. rujna 2011.

## Vanjske poveznice
- Facebook M/T Lastovo
- Morski.hr 24sata Trajekt Lastovo potrubio je za dječaka koji je volio brodove

|  | Zajednički poslužitelj ima još gradiva o temi M/T Lastovo |